# Тайльгайм
Тайльгайм (нім. Theilheim) — громада в Німеччині, розташована в землі Баварія. Підпорядковується адміністративному округу Нижня Франконія. Входить до складу району Вюрцбург.
Площа — 9,69 км2. Населення становить 2422 ос. (станом на 31 грудня 2020).